# Nuon (DVD-teknik)
Nuon är en teknik som utökar funktionerna hos en vanlig DVD-spelare, bland annat med spelfunktioner. Tekniken fick inget större genomslag och blev ingen försäljningsmässig framgång på grund av att tekniken var föråldrad då den slutligen nådde marknaden.